# Stefan Nieuwenhuis
Stefan Nieuwenhuis (Eerbeek, 1972) is een Nederlandse schrijver, dichter en journalist. Hij is striprecensent en -journalist van NRC, 9e Kunst, Tzum, Stripgids, Zone 5300 en Stripschrift. Als artistiek leider van cultureel productiehuis Buro05 is hij de literaire programmeur van Noorderzon en Festival Sunsation. Hij is docent aan de Schrijversacademie (romans & korte verhalen, poëzie). Van januari 2011 tot januari 2013 was hij Stadsdichter van Groningen. In november 2020 verscheen zijn roman Zo vergeefs is het niet.
Nieuwenhuis studeerde Nederlands en journalistiek aan de Groningse universiteit. In 1996 richtte hij het tijdschrift Van Speijk op, waarvan tot op heden 31 nummers zijn verschenen, samen met twee best-of bundelingen, Dan liever de lucht in! en Kruitvat. Met dichter Karel ten Haaf (1962-2019) vormde hij het cabareteske duo Die Toffe Gasten.